# Aylanes

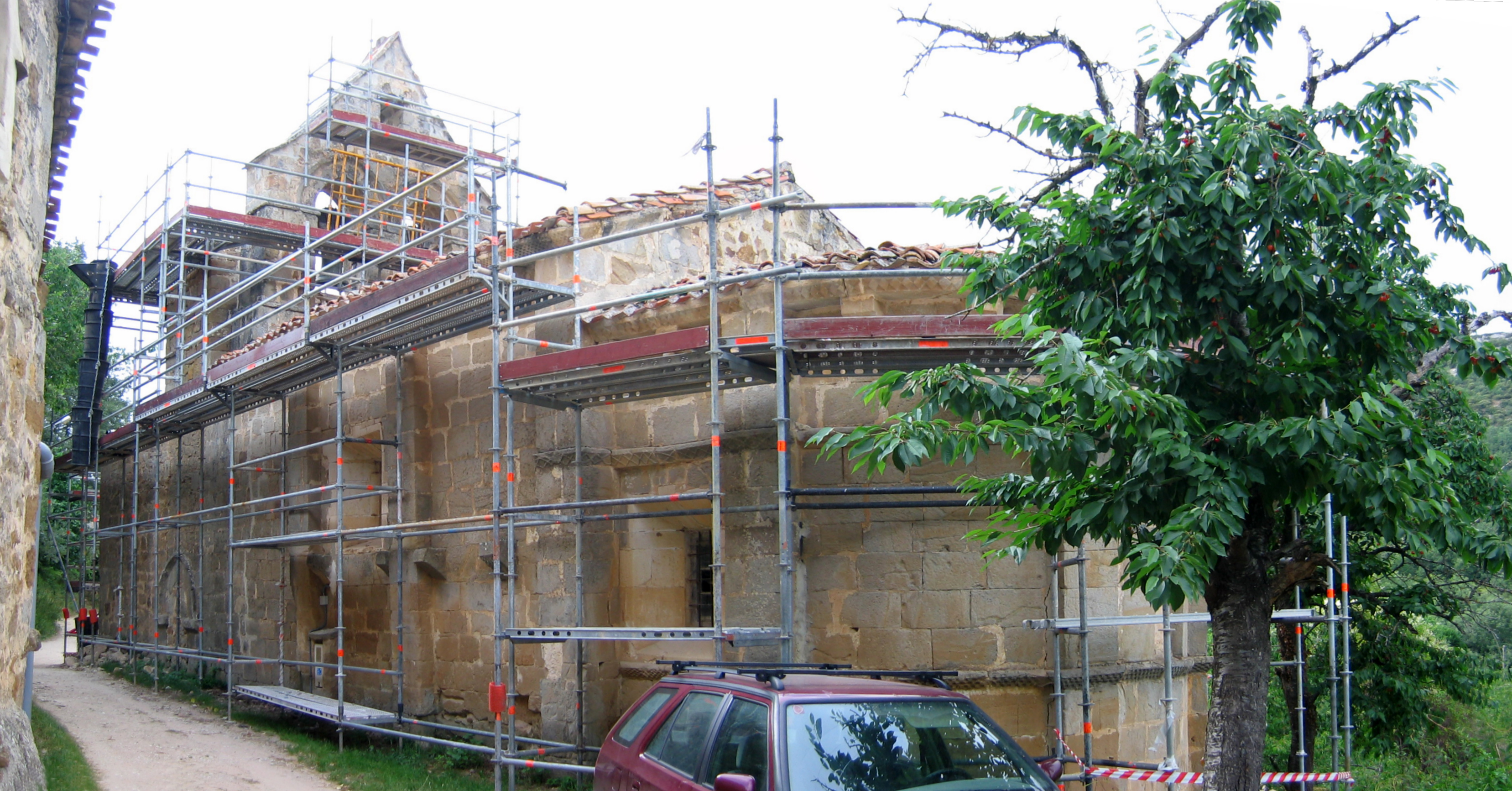
Obras de estauración de la Ermita de San Cristóbal Mártir de Aylanes en 2009.

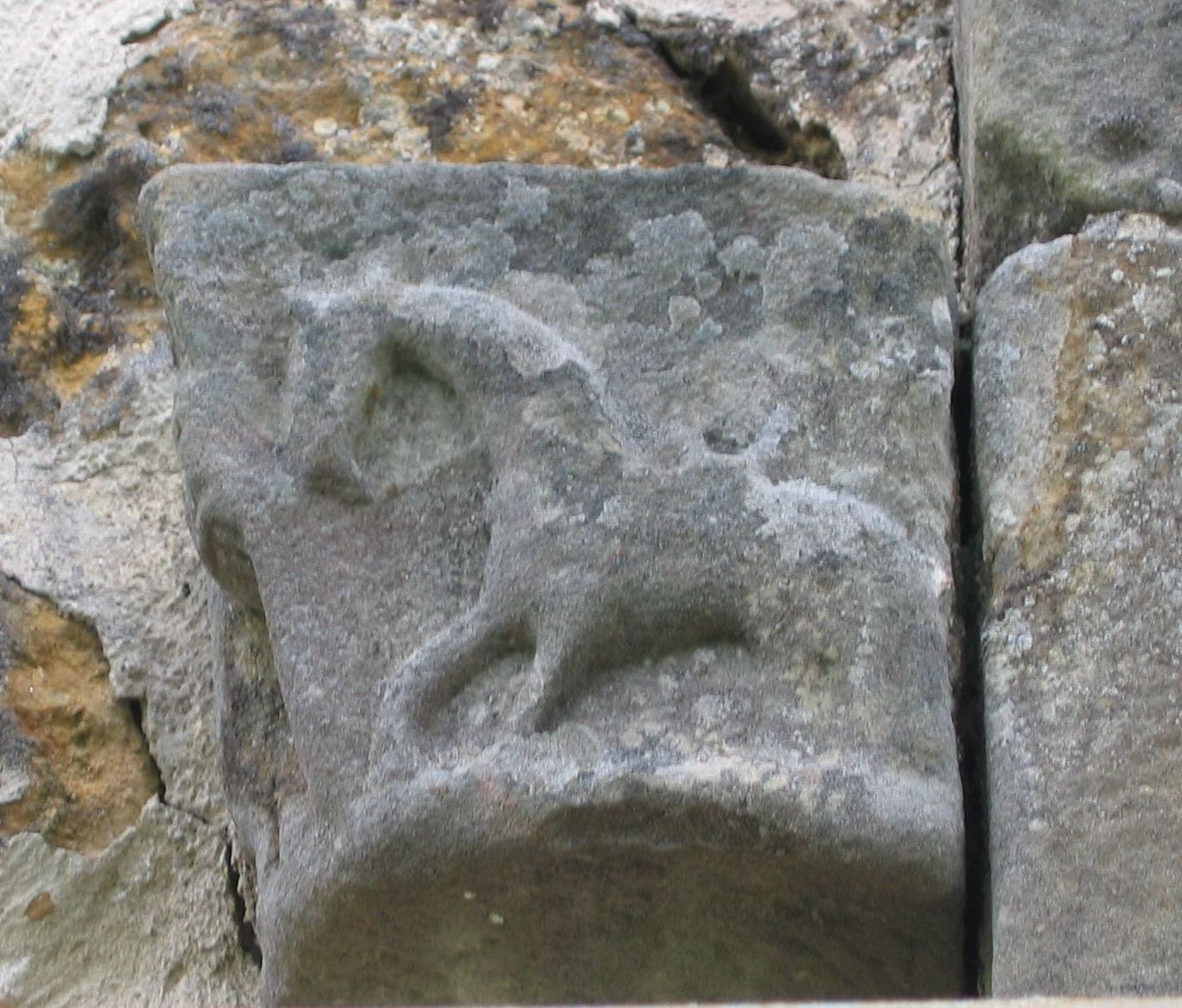
Capitel románico de tradición rural de la ermita de San Cristóbal.

Aylanes o Ailanes es una pedanía perteneciente al municipio Valle de Zamanzas, situado en la comarca de Las Merindades, provincia de Burgos, comunidad autónoma de Castilla y León, en España. 
- Código INE 09-416-0001, 16 habitantes en 2024, 10 varones, 6 mujeres.

## Contexto geográfico
Dista 3.5 km, carretera  BU-V-5422 ; de la capital de municipio, Gallejones, se encuentra a 81.5 km de Burgos, por Quintanilla Escalada; a 25.2 km de Villarcayo, por Manzanedo e Incinillas; a 106.9 km de Bilbao y a 99.9 km de Santander por el puerto de El Escudo.
- Sistema de Coordenadas Universal Transversal de Mercator ED50 UTM 30N X: 439 764.94, Y: 4 746 240.77

## Historia
Desde la Edad Media al siglo XVIII, esta localidad estuvo integrada dentro de la Merindad de Castilla Vieja, como solariego de Don Nuño y bajo el nombre de Aybanes. Posteriormente el lugar pasó a pertenecer al Valle de Zamanzas, en el partido de Laredo, jurisdicción de señorío inserta en el Marquesado de Cilleruelo ejercida por el Duque de Frías, quien nombraba su regidor pedáneo.

## Descripción de Sebastián Miñano (1826)
Lugar de Señorío, de España, provincia y partido de Santander, valle de Zamanzas, Regidor Pedáneo, 20 vecinos, 87 habitantes, 1 parroquia y 1 ermita, en medio de dos barrancos. Situado en terreno montañoso (Ver Villanueva-Rampalay y Tudanca) advirtiendo que en este pueblo se crían muchos robles y toda especie de frutales. Dista 11½ leguas de la capital. Contribuye con el valle.

## Descripción de Pascual Madoz (1848)
AILANES: 1. en la prov., aud. terr., c. g. y dióc. de Burgos (11 leg.), part. jud. de Sedano (4), ayunt. del valle de Zamanzas. Sit. en terreno montuoso, donde le baten todo los vientos, con despejada atmósfera y Clima saludable. Tiene 27 Casas de mediana fáb., una igl. parr. servida por un cura párroco, cuya plaza provee el ordinario por oposición en concurso general, y una ermita construida en medio de dos barrancos, en la que se dice misa los das festivos. El Terreno es quebrado y cubierto de fragosidades: en varios puntos del mismo brotan fuentes de exquisitas aguas que aprovechan los vecinos para beber, abrevadero de ganados, de bestias de labor y demás objetos de agricultura; en la parle montañosa se crían pinos, robles, encinas, arbustos y abundancia de pastos; la tierra destinada al cultivo es bastante fértil. Prod. trigo, centeno, avena, maíz, lino, legumbres, hortalizas y diversidad de frutas; ganado vacuno, caballar, porcina, merino, lanar y cabrío. Ind. telares de lienzos y paños bastos, carboneras y hornos de yeso. Pobl. 14 vec.: 53 alm.

## Patrimonio artístico y natural
- Iglesia de San Cristóbal Mártir: Dedicada a San Cristóbal Mártir, la iglesia parroquial románica de esta localidad data de una época tardía, posiblemente en el último cuarto del siglo XII, y es una obra de carácter modesto y rural, aunque bella y armoniosa, acorde con las características de esta área norteña de las Merindades. En 2005 fue incluida en el Plan de Intervención del Románico Norte de la Junta de Castilla y León, procediéndose a su restauración integral en el año 2009.
- Ermita.

## Parroquia
Iglesia de San Cristóbal Mártir, dependiente de la parroquia de Sedano en el Arcipestrazgo de Ubierna-Úrbel, diócesis de Burgos.